# 三氟化锔
三氟化锔是一种无机化合物，由锔和氟组成，化学式 CmF3。由于所有锔的同位素都是人造的，三氟化锔不存在于自然界。

## 制备
三氟化锔可以由水溶液中的锔离子和氟化物在弱酸性条件下反应而成：
{\displaystyle {\ce {Cm^3+ (aq) + 3 F^- (aq) -> CmF3 (s) v}}}
它也可以由氢氧化锔(III)和氢氟酸反应而成。这些反应产生的三氟化锔都是水合物。无水物可以通过水合物被热的氟化氢或是五氧化二磷 干燥而成。

## 性质
三氟化锔是熔点 1406°C 的无色固体。它是氟化镧结构的，晶格参数 a=699.9pm 和c=717.9pm。它的标准摩尔生成焓 ΔfH0 为 -1660kJ/mol。

## 反应
金属锔可以由三氟化锔的还原产生。这需要在无水、无氧环境下用钡还原三氟化锔：
{\displaystyle {\ce {2 CmF3 + 3 Ba -> 2 Cm + 3 BaF2}}}

## 扩展阅读
- Lumetta, Gregg J.; Thompson, Major C.; Penneman, Robert A.; Eller, P. Gary. . Morss, Lester R.; Edelstein, Norman M.; Fuger, Jean  (编). . Dordrecht: Springer Netherlands. 2006: 1397–1443  [2025-01-22]. ISBN 978-1-4020-3555-5. doi:10.1007/1-4020-3598-5_9. （原始内容存档于2020-06-09） （英语）.